# Krzewuszka

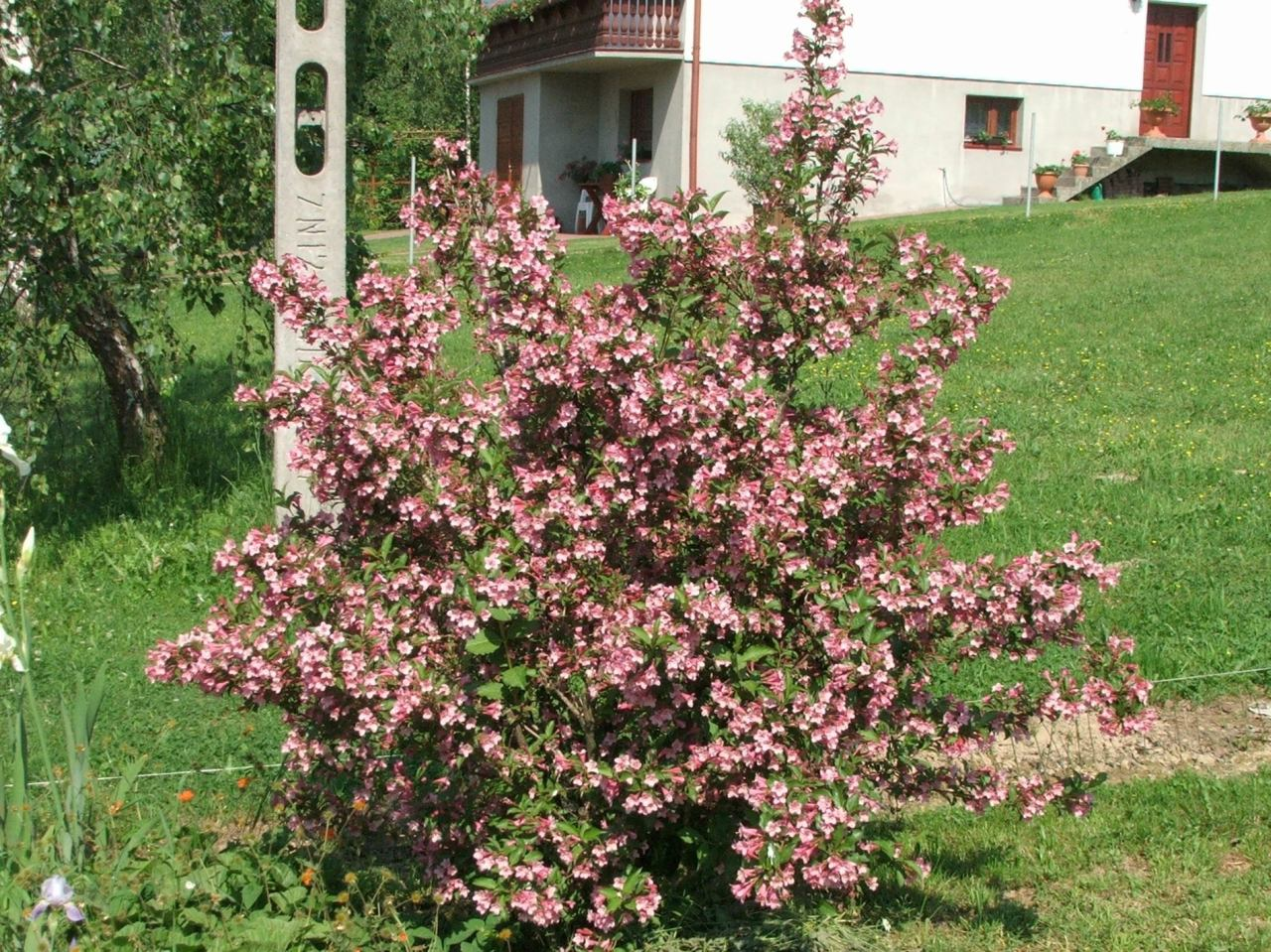
Krzewuszka cudowna

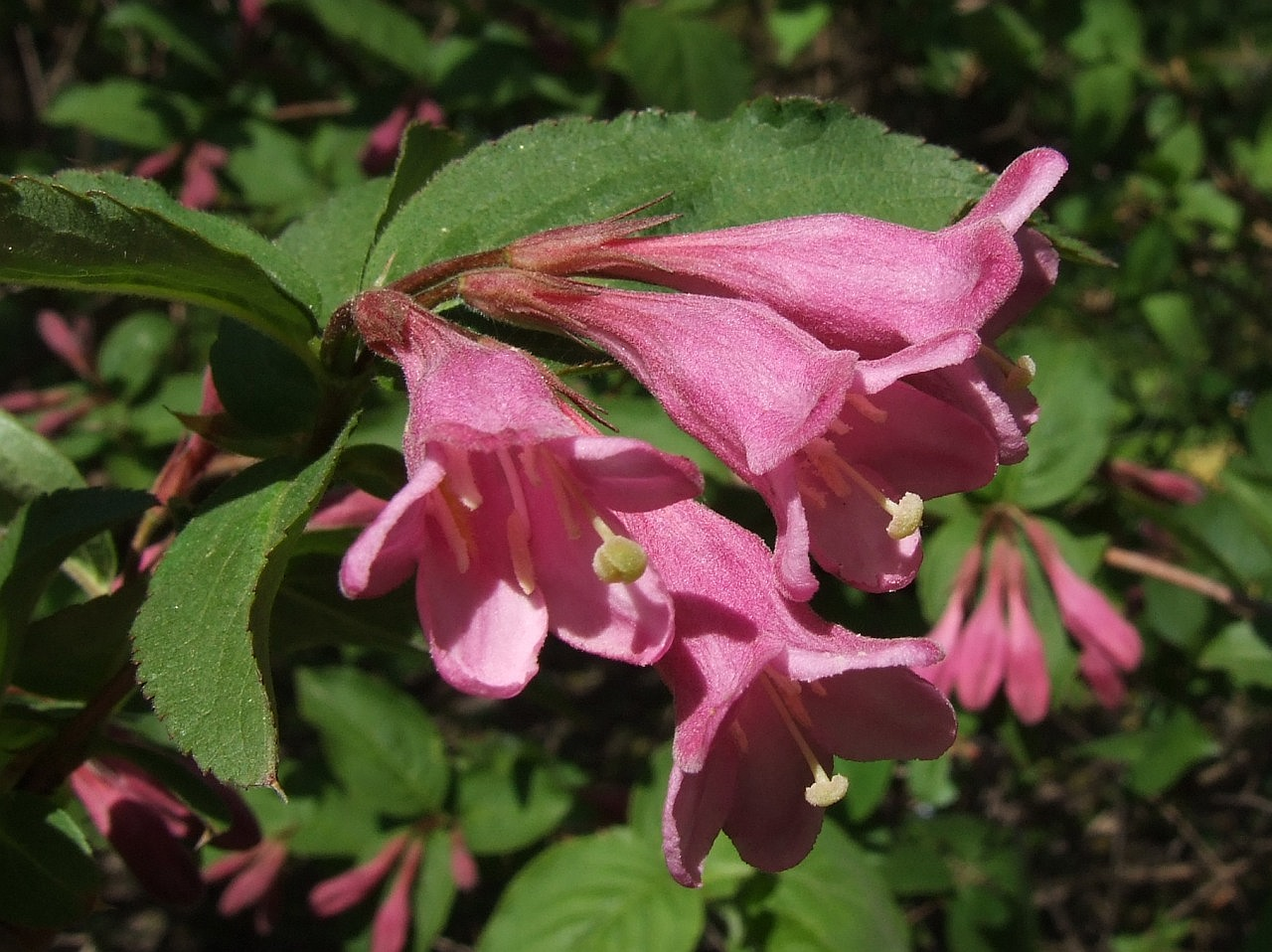
Kwiaty krzewuszki cudownej

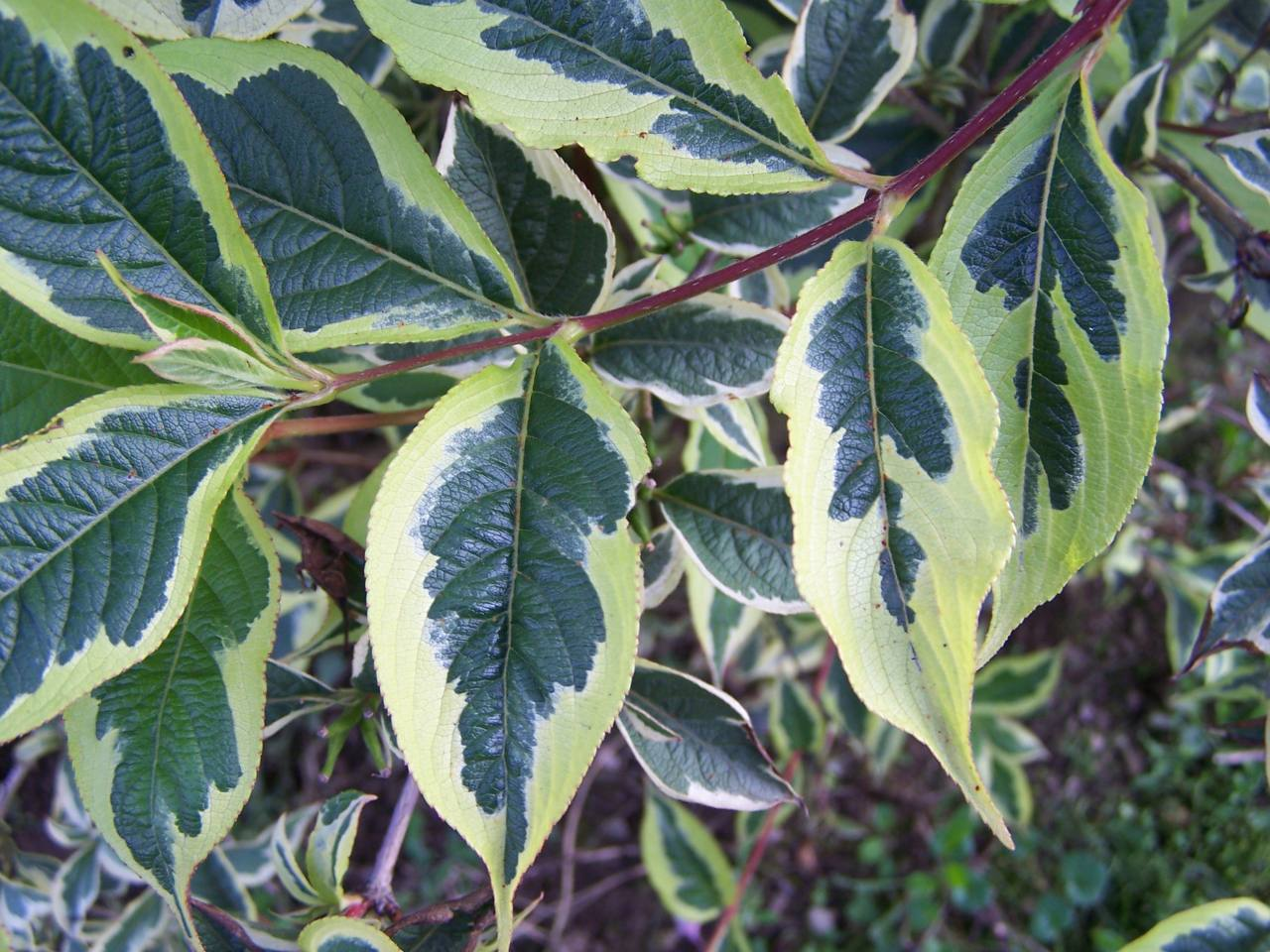
Odmiana o ozdobnych liściach

Krzewuszka (Weigela Thunb.) – rodzaj roślin wieloletnich z rodziny przewiertniowatych. Należy do niego 11 gatunków. Występują w stanie dzikim we wschodniej Azji: głównie w Japonii, Chinach i Mandżurii. Łacińska nazwa rodzajowa upamiętnia niemieckiego botanika i chemika Christiana Ehrenfrieda von Weigela (1746–1838). Gatunkiem typowym jest Weigela japonica Thunb.

## Morfologia
PokrójWyprostowane krzewy o wysokości 1–5 m
LiścieNaprzeciwległe, opadające na zimę, piłkowane, 5–15 cm długie
Kwiaty2–4 cm długości, obupłciowe, pięciokrotne, duże, wyrastające pojedynczo w pachwinach liści lub zebrane po kilka. Korona kwiatu rurkowata, dzwonkowata lub lejkowata, promienista lub czasem nieznacznie grzbiecista. Barwy kwiatów od białej lub kremowożółtej do czerwonej lub purpurowej.
OwocWydłużona, grubościenna torebka, pękająca, z licznymi, drobnymi, często oskrzydlonymi nasionami.

## Systematyka
Pozycja systematyczna według APweb (aktualizowany system APG IV z 2016)
Należy do rodziny przewiertniowatych Caprifoliaceae, stanowiącej jedną z linii rozwojowych w obrębie rzędu szczeciowców Dipsacales w grupie euasterids II wchodzącej w skład kladu astrowych (asterids) należącego do dwuliściennych właściwych (eudicots).
Pozycja rodzaju w systemie Reveala (1993–1999)
Gromada okrytonasienne, podgromada Magnoliophytina, klasa Rosopsida, podklasa różowe Cornidae Frohne & U. Jensen ex Reveal, nadrząd Dipsacanae Takht., rząd szczeciowce Dipsacales Dumort., rodzina przewiertniowate (Caprifoliaceae Juss.), rodzaj krzewuszka (Weigela Thunb.).
Pozycja rodzaju w systemie Cronquista
Gromada okrytonasienne, klasa dwuliścienne (Magnoliopsida Brongn.), podklasa Asteridae Takht., rząd szczeciowce Dipsacales Dumort., rodzina przewiertniowate Caprifoliaceae Juss.
Gatunki
- Weigela coraeensis Thunb. – krzewuszka koreańska
- Weigela decora (Nakai) Nakai – krzewuszka różnobarwna
- Weigela floribunda (Siebold & Zucc.) K. Koch – krzewuszka kwiecista
- Weigela florida DC. – krzewuszka cudowna
- Weigela hortensis (Siebold & Zucc.) K. Koch – krzewuszka ogrodowa
- Weigela japonica Thunb. – krzewuszka japońska
- Weigela maximowiczii (S. Moore) Rehder – krzewuszka Maksymowicza
- Weigela middendorffiana (Carriere) K. Koch – krzewuszka Middendorffa
- Weigela praecox (Lemoine) L. H. Bailey – krzewuszka wczesna
- Weigela sinica (Rehder) H. Hara – krzewuszka chińska
- Weigela subsessilis (Nakai) L. H. Bailey

## Zastosowanie
- Roślina ozdobna: uzyskano około 200 odmian ozdobnych, ale tylko nieliczne dobrze zimują w warunkach klimatycznych Polski. Przymarzają, jednak na wiosnę szybko odrastają. Obecnie uprawia się głównie mieszańce W. florida z innymi gatunkami azjatyckimi. Należy je sadzić w miejscach osłoniętych od wiatru, na żyznych, świeżych glebach.